# Ken Inglis
Kenneth Stanley Inglis, né le 7 octobre 1929 et mort le 1er décembre 2017, est un historien australien.

## Biographie

### Jeunesse et éducation
Ken Inglis naît dans la banlieue de Melbourne à Ivanhoe, le 7 octobre 1929. Il est le fils de Stan et Rene Inglis. Il étudie à la Tyler Street Public School, à la Northcote Boys' High School et à la Melbourne High School, avant d'aller étudier à l'Université de Melbourne. Il participe au Student Christian Movement et au théâtre amateur pendant ses études, et travaille comme tuteur à l'Ormond College. Après avoir obtenu un Bachelor of Arts avec mention très bien en histoire et en anglais, il étudie pour un Master of Arts à Melbourne. Sa thèse, qui porte sur l'histoire du Royal Melbourne Hospital, est révisée et publiée dans son premier livre, Hospital and Community ( Melbourne University Press, 1958),.

### Carrière
Il obtient sa master's degree à l'Université de Melbourne et son doctorat à l'Université d'Oxford. En 1956, il est nommé maître de conférences à l'Université d'Adélaïde. Il devient ensuite professeur d'histoire à l'Université nationale australienne et à l'Université de Papouasie-Nouvelle-Guinée.
Il écrit beaucoup sur la tradition Anzac, l' affaire Stuart, les monuments aux morts et l'Australian Broadcasting Corporation. En 2008, il rejoint la Faculté des Arts de l'Université Monash de Melbourne, en tant que professeur auxiliaire.

### Vie privée
Ken Inglis meurt, à l'âge de 88 ans, le 1er décembre 2017 d'un cancer du pancréas.
Sa première épouse, Judy Betharis, était une anthropologue qui a nourri son intérêt pour les communautés sociales, culturelles et émotionnelles. Sa sœur cadette était l'anthropologue médicale Shirley Lindenbaum. Après la mort tragique de Judy dans un accident de voiture, Ken a épousé Amirah Turner, une historienne. Ancienne communiste et un temps socialiste chrétienne, Amirah Inglis et Ken ont partagé la moitié d'une vie de collaboration savante et ont eu ensemble six enfants,.

## Récompenses
- 1999: The Age Book of the Year Awards et de la non-fiction pour Sacred Places: War Memorials in the Australian Landscape[8].

Le livre a également remporté : 
- NSW Premier's Literary Awards History Prize 1999
- FAW Literature Award 1998
- Ernest Scott History Prize 1999
- Centre for Australian Cultural Studies Award, Individual Prize 1999[8]

## Publications
- Inglis, K. S., Hospital and community : a history of the Royal Melbourne Hospital, Carlton, Victoria, Melbourne University Press, 1958
- Inglis, K. S., The Stuart case, Kingsgrove, New South Wales, Halstead Press, 1961
  - Inglis, K. S., The Stuart case, Melbourne, Black Inc., 2002, 2nd éd.
- Inglis, K. S., Churches and the working classes in Victorian England, London, Routledge and Kegan Paul, 1963
- Inglis, K. S., « The Anzac tradition », Meanjin Quarterly, vol. 24, no 1,‎ mars 1965, p. 25–44
- Inglis, K. S., C. E. W. Bean, Australian historian, St Lucia, Queensland, University of Queensland Press, 1970
- Inglis, K. S., The Australian colonists : an exploration of social history, 1788–1870, Carlton, Victoria, Melbourne University Press, 1974
  - Inglis, K. S., The Australian colonists : an exploration of social history, 1788–1870, Carlton, Victoria, Melbourne University Press, 1993, 2nd éd.
- Inglis, K. S. (Assisted by Jan Brazier), This is the ABC : the Australian Broadcasting Commission, 1932–1983, Carlton, Victoria, Melbourne University Press, 1983
  - Inglis, K. S., This is the ABC : the Australian Broadcasting Commission, 1932–1983, Melbourne, Black Inc., 2006, 2nd éd.
- Inglis, K. S., The rehearsal : Australians at war in the Sudan, 1885, Adelaide, Rigby, 1985
- Nation : the life of an independent journal of opinion, 1958–1972 (Assisted by Jan Brazier), Carlton, Victoria, Melbourne University Press, 1989
- Inglis, K. S. et John Lack (ed.), Anzac remembered: selected writings by K. S. Inglis, Parkville, Victoria, Department of History, University of Melbourne, 1998
- Inglis, K. S. (Assisted by Jan Brazier), Sacred places: war memorials in the Australian landscape, Carlton, Victoria, Miegunyah Press at Melbourne University Press, 1998
  - Inglis, K. S. (Assisted by Jan Brazier), Sacred places: war memorials in the Australian landscape, Carlton, Victoria, Melbourne University Press, 2001, 2nd éd.
  - Inglis, K. S. (Assisted by Jan Brazier), Sacred places: war memorials in the Australian landscape, Carlton, Victoria, Melbourne University Press, 2005, New éd.
  - Inglis, K. S. (Assisted by Jan Brazier), Sacred places: war memorials in the Australian landscape, Carlton, Victoria, Melbourne University Press, 2008, 3rd éd.
- Inglis, K. S. et Craig Wilcox (ed.), Observing Australia, 1959–1999, Carlton, Victoria, Melbourne University Press, 1999
- Inglis, K. S., Whose ABC? The Australian Broadcasting Corporation, 1983–2006, Melbourne, Black Inc., 2006
- Inglis, Ken, Seumas Spark et Jay Winter (With Carol Bunyan), Dunera lives [volume 1] : a visual history, Clayton, Victoria, Monash University Publishing, 2018
- Inglis, Ken, Seumas Spark et Jay Winter (With Carol Bunyan), Dunera lives [volume 2] : profiles, Clayton, Victoria, Monash University Publishing, 2020